# Cuspius Fadus
Cuspius Fadus est un chevalier romain, procurateur de la province de Judée de 44 à 46, nommé par l'empereur Claude. Durant son mandat, la paix est restaurée dans sa province, agitée par des mouvements messianiques et nationalistes. Les uniques troubles sont causés par un certain Theudas qui se proclame prophète. Lui et ses disciples sont condamnés à mort par Cuspius Fadus. Flavius Josèphe le raconte dans les termes suivants : 

« Alors que Cuspius Fadus était procurateur de Judée, un charlatan nommé Theudas persuada une grande partie du peuple de prendre ses effets et de le suivre vers le Jourdain pour qu'il leur dît qu'il était le prophète, et qu'il allait, par son propre commandement, diviser la rivière et leur laisser un passage plus aisé. Nombreux furent trompés par sa parole. Cependant, Fadus ne leur permit pas de tirer quelconque profit de cette tentative sauvage, et leur opposa une troupe de cavaliers. Après les avoir rencontrés par hasard, ils tuèrent de nombreux disciples et en capturèrent beaucoup d'autres. Ils prirent Theudas vivant, le décapitèrent, et emmenèrent son corps à Jérusalem »

Tiberius Julius Alexander succéda comme procurateur en 46 à Cuspius Fadus.